# Stellar☆Theater
《Stellar☆Theater》（ステラ☆シアター）是Rosebleu於2009年6月26日發售的第一部18禁戀愛冒險遊戲。簡稱「すてしあ」。2008年8月18日官方網站開通即發佈遊戲製作消息。2011年6月24日發售續作《Stellar☆Theater encore》。2013年2月28日由CYBERFRONT代理發售PlayStation Portable版《Stellar☆Theater Portable》。

## 故事
你的天空，是什麼顏色？
宇宙人是存在的。這是一個連小孩都知道這個常識的世界。
地球被名為『十二星座』的擁有特殊能力的人們保護，免於異星人的侵略--這樣的世界。
在5年前的火宅事故中受的傷也已經痊癒，只是理所當然地過著理所當然地到來的每一日。
然而，那一天，與突然出現的十二星座之一邂逅，使得他的日常變的稍微熱鬧了一點
那就是半強迫地被選為下期十二星座的選拔考試的協助者，開始了與候補生們一起行動的熱鬧的日子。
然後，為了與他一起接受考試，轉校到他所在的學園的3個候補的少女們。
在其中有著本應再也無法見面的青梅竹馬的身影。
那臉上浮現著對少年的明顯厭惡感的少女的身影。
他還不知道。在考試的盡頭，有著一個足以改變自己與周圍人未來的事件。以及將要實現一個思念的那個事件。
那是誰的思念？繁星照耀的未來，只有溫柔閃爍。

## 登場人物
橘大地
主人公，茜橋東學園2年A班學生。
泉空（聲優：風音）
身高：144cm。三圍：B71(A)/W54/H74，生日：7月7日，血型：AB型
茜橋東學園2年A班學生。
狩野星亞（聲優：青山由香里）
身高：161cm，三圍：B83(C)/W57/H85，生日：11月17日，血型：A型
茜橋東學園2年A班學生。
籐崎天音（聲優：遠野そよぎ）
身高：149cm，三圍：B77(B)/W55/H80，生日：11月2日，血型：B型
茜橋東學園3年級學生。
姬之宮輝夜（聲優：五行薺）
身高：158cm，三圍：B88(E)/W58/H84，生日：12月15日，血型：O型
茜橋東學園1年級學生。
橘皐月（聲優：藤森ゆき奈）
身高：156cm，三圍：B82(C)/W57/H84，生日：3月31日，血型：AB型
大地的妹妹，輝夜的同學兼親友。

## 工作人員
- 製作：Rosebleu
- 企畫・主任：あごバリア
- 角色設計・原畫：鈴平裕
- 劇本：あごバリア、守屋天
- 音樂：マッツミュージックスタジオ
- CG監修・畫面設計：おやかた
- CG彩色：おやかた、AHEN他
- SD角色：羽音るな
- 製作人：青貓
- 營業・廣報：きゃしゃりん
- 片頭：パリオ（Mju:z）

## 主題曲
Stellar☆Theater
- 片頭曲「Rhythm:MAX」
  - 歌：Riryka、作詞：AlAi、作曲・編曲：內藤侑史 & 山田屋カズ<BAL>
- 片尾曲「everlasting」
  - 歌：神代あみ、作詞：AlAi、作曲・編曲：內藤侑史 & 山田屋カズ<BAL>
- 結局主題曲・插入歌「next to...」
  - 歌：真裡歌 、作詞：AlAi、作曲・編曲：內藤侑史 & 山田屋カズ<BAL>

Stellar☆Theater encore
- 片頭曲「MEMORY IMPACT」
  - 歌：Riryka、作詞：nika、作曲・編曲：內藤侑史 & 山田屋カズ<BAL>

Stellar☆Theater Portable
- 片頭曲「恋愛天体物理学」
  - 歌：Riryka / 作詞：nika / 作曲・編曲：ユージ・ナイトー

## 外部連結
- Stellar☆Theater（页面存档备份，存于）（日語）
- Stellar☆Theater encore（页面存档备份，存于）（日語）
- Stellar☆Theater Portable（页面存档备份，存于）（日語）